# Egy botrány anatómiája
Az Egy botrány anatómiája (eredeti cím: Anatomy of a Scandal) 2022-es amerikai thriller drámasorozat, amelyet David E. Kelley és Melissa James Gibson alkotott, Sarah Vaughan az Egy botrány természetrajza című regénye alapján. A főbb szerepekben Sienna Miller, Michelle Dockery, Rupert Friend, Naomi Scott, Joshua McGuire és Josette Simon látható.
Amerikában és Magyarországon 2022. április 15-én mutatta be a Netflix.

## Ismertető
Sophie Whitehouse, James Whitehouse brit tory képviselő felesége megtudja, hogy férje viszonyt folytat fiatal segédjével, Olivia Lyttonnal. A hír nyilvánosságra kerül, felborítja az életüket, és arra kényszeríti a nőt, hogy szembenézzen férje katasztrofális cselekedeteinek következményeivel. A helyzetet tovább súlyosbítja, hogy Jamest megvádolják Olivia megerőszakolásával, és bíróság elé kell állnia.

## Szereplők

### Főszereplők
| Szereplők         | Színész                  | Magyar hang      | Leírás                                                                                                |
| ----------------- | ------------------------ | ---------------- | --- |
| Sophie Whitehouse | Sienna Miller            | Pikali Gerda     | James felesége.                                                                                       |
| Sophie Whitehouse | Hannah Dodd (fiatalon)   | Csuha Borbála    | James felesége.                                                                                       |
| Kate Woodcroft    | Michelle Dockery         | Pálfi Kata       | James ügyével megbízott ügyészségi tanácsadó.                                                         |
| Kate Woodcroft    | Nancy Farino (fiatalon)  | Szabó Luca       | James ügyével megbízott ügyészségi tanácsadó.                                                         |
| James Whitehouse  | Rupert Friend            | Kovács Lehel     | Belügyminiszter és a miniszterelnök közeli barátja                                                    |
| James Whitehouse  | Ben Radcliffe (fiatalon) | Czető Roland     | Belügyminiszter és a miniszterelnök közeli barátja                                                    |
| Olivia Lytton     | Naomi Scott              | Staub Viktória   | James munkatársa, parlamenti kutató, akinek viszonya van vele, és később nemi erőszakkal vádolja meg. |
| Chris Clarke      | Joshua McGuire           | Elek Ferenc      | Downing Street kommunikációs vezetője.                                                                |
| Angela Regan      | Josette Simon            | Koncz-Kiss Anikó | James védőügyvédje.                                                                                   |

### Mellékszereplők
| Szereplők        | Színész                  | Magyar hang         | Leírás                                              |
| ---------------- | ------------------------ | ------------------- | --------------------------------------------------- |
| Richard          | Jonathan Firth           | Forgács Péter       | Kate házas volt tanítómestere, akivel viszonya van. |
| Finn Whitehouse  | Sebastian Selwood        | Kovács András Bátor | Sophie és James fia.                                |
| Emily Whitehouse | Amelie Bea Smith         | Hegedűs Johanna     | Sophie és James lánya.                              |
| Tom Southern     | Geoffrey Streatfeild     | Czvetkó Sándor      | Az Egyesült Királyság miniszterelnöke               |
| Tom Southern     | Jake Simmance (fiatalon) | Gacsal Ádám         | Az Egyesült Királyság miniszterelnöke               |
| Krystyna         | Violet Verigo            | Vági Viktória       | A Fehér Ház Orosz munkatársa.                       |
| Ali              | Liz White                | Ligeti Kovács Judit | Tanárnő és Kate legjobb barátnője.                  |
| Aled Luckhurst   | Jonathan Coy             | Varga T. József     | James nemi erőszak ügyében eljáró bíró.             |
| Maggie           | Kudzai Sitima            | Laudon Andrea       | Kate tanítványa.                                    |

### Magyar változat
- Magyar szöveg: Dame Nikolett
- Hangmérnök: Böhm Gergely
- Vágó: Kránitz Bence
- Gyártásvezető: Újréti Zsuzsa
- Szinkronrendező: Csere Ágnes
- Produkciós vezető: Felföldi Anna

A szinkront az Iyuno Hungary készítette.

## Epizódok
| Sor. | Év. | Cím                   | Rendező        | Író                                     | Premier           |
| ---- | --- | --------------------- | -------------- | --------------------------------------- | ----------------- |
| 1.   | 1.  | 1. epizód (Episode 1) | S. J. Clarkson | Melissa James Gibson éd David E. Kelley | 2022. április 15. |
| 2.   | 2.  | 2. epizód (Episode 2) | S. J. Clarkson | Melissa James Gibson                    | 2022. április 15. |
| 3.   | 3.  | 3. epizód (Episode 3) | S. J. Clarkson | Melissa James Gibson                    | 2022. április 15. |
| 4.   | 4.  | 4. epizód (Episode 4) | S. J. Clarkson | Melissa James Gibson éd David E. Kelley | 2022. április 15. |
| 5.   | 5.  | 5. epizód (Episode 5) | S. J. Clarkson | Melissa James Gibson éd David E. Kelley | 2022. április 15. |
| 6.   | 6.  | 6. epizód (Episode 6) | S. J. Clarkson | Melissa James Gibson éd David E. Kelley | 2022. április 15. |

## A sorozat készítése
A Netflix 2020 májusában jelentette be, hogy zöld utat adott a sorozatnak, amelyet David E. Kelley és Melissa James Gibson Sarah Vaughan-regényből adaptált. A sorozat összes epizódját S. J. Clarkson rendezte. A forgatás 2020 októberében kezdődött a Shepperton Studiosban. A forgatás Mayfairben található St George's Hanover Square Általános Iskolában és Oxfordban is zajlott.